# Hotel El Algarrobico
El Hotel El Algarrobico es una ruina de construcción en España.

## Inicio de la construcción
El inicio de la construcción en 2003 del hotel El Algarrobico por parte de la promotora Azata del Sol en terrenos del parque natural urbanizables suscitó una gran polémica a partir de 2005 cuando llegó al Ministerio de Medio Ambiente Doña Cristina Narbona, ya que aunque el proyecto recibió todos los permisos necesarios de las cuatro administraciones públicas incluida la propia Dirección Provincial de Costas, la licencia había sido obtenida en los años 80 (cuando El Algarrobico aún no estaba catalogado como parque natural del Cabo de Gata-Níjar), mientras que la construcción del hotel se inició en 2003, cuando esta playa ya era un área protegida. Esta gestión presentaba visos de ilegalidad por vulneración de la Ley de Costas, que establece una servidumbre de protección de 100 metros en la que está prohibido construir.

## Paralización
En septiembre de 2005 se denunció el proyecto en los tribunales por parte de la asociación Salvemos Mojácar y el Levante Almeriense,  lo que desembocó en la paralización de las obras por orden judicial el 23 de febrero de 2006 a las 17'00. A Salvemos Mojácar se sumaron después otras organizaciones ecologistas nacionales e internacionales y se convocaron movilizaciones y acciones. 
Las distintas administraciones dilataron ejecutar el proceso de expropiación, desestimándolo por Resolución del Delegado del Gobierno de Andalucía en junio de 2009.
A finales de marzo de 2014 la sección tercera de la Sala de lo Contencioso Administrativo del Tribunal Superior de Justicia de Andalucía, entrando en contradicciones con el propio TSJA y con el TS respecto a sentencias anteriores, declaró como urbanizable el suelo donde se encuentra el edificio. Esta sentencia movió a la asociación Ecologistas en Acción a presentar un recurso ante el TS y al colectivo "Salvemos Mojácar" a presentar una querella contra los ponentes de dicha sentencia, así como un incidente de recusación contra los magistrados que han de dictar sentencia sobre la licencia de obras del hotel, alegando que los jueces son objeto de la querella por presunta prevaricación. El incidente de recusación terminaría siendo desestimado por el Tribunal Supremo al no haberse admitido a trámite la querella presentada contra los magistrados. El 2 de diciembre de 2015 el Tribunal Constitucional ratificó definitivamente la desestimación de dicha querella al negar el recurso de amparo que solicitó la organización ecologista Salvemos Mojácar. 
El 30 de julio de 2014 el Tribunal Superior de Justicia de Andalucía declaró conforme a derecho la licencia de obras del hotel. En agosto de 2014 la Junta de Andalucía inició las gestiones para inscribir los terrenos de hotel a nombre del dominio público con la intención de demolerlo, desistiendo más tarde, a la espera de una sentencia del Tribunal Supremo que clarificase si el suelo es urbanizable o si, por el contrario, goza de especial protección. 
El 18 de febrero de 2016 el Tribunal Supremo estimó los recursos de Greenpeace España y de la Junta de Andalucía, declarando el área como ambientalmente protegida no urbanizable y fallando a favor del derecho de retracto sobre los terrenos en los que se ubica el hotel.
Una parte de la población de Carboneras, municipio en el que se encuentra el Hotel, era favorable en un principio a su apertura, debido al subdesarrollo del pueblo:[cita requerida] la economía, a pesar de la fuerte industrialización y desarrollo turístico en las últimas décadas, sigue basada en el sector primario (pesca) y en la estacionalidad turística. A esto hay que sumarle las grandes distancias sociales entre la minoría de trabajadores cualificados (en general, provinientes de fuera del pueblo) y la masa de trabajadores no cualificados (fundamentalmente oriundos del municipio sin estudios superiores e inmigrantes subsaharianos y de Europa del Este). 
Hasta principios de la década de los 90, el desarrollo del pueblo era aún menor; la expansión de la economía posterior, conocida como "el bum inmobiliario", así como la inauguración de universidades públicas en todas las provincias andaluzas, facilitó el desarrollo económico de la localidad, así como un aumento de la cualificación de los habitantes, los cuales ya no  tenían que estudiar en Sevilla o Granada, pudiendo hacerlo en Almería, con lo que era más fácil mantener la relación con el pueblo por proximidad geográfica. 
Sin embargo, a principios de la década de 2000 los efectos de esta nueva generación de cualificados aún no se habían instalado en la economía del pueblo ni en la cultura del mismo.